# Otomaken

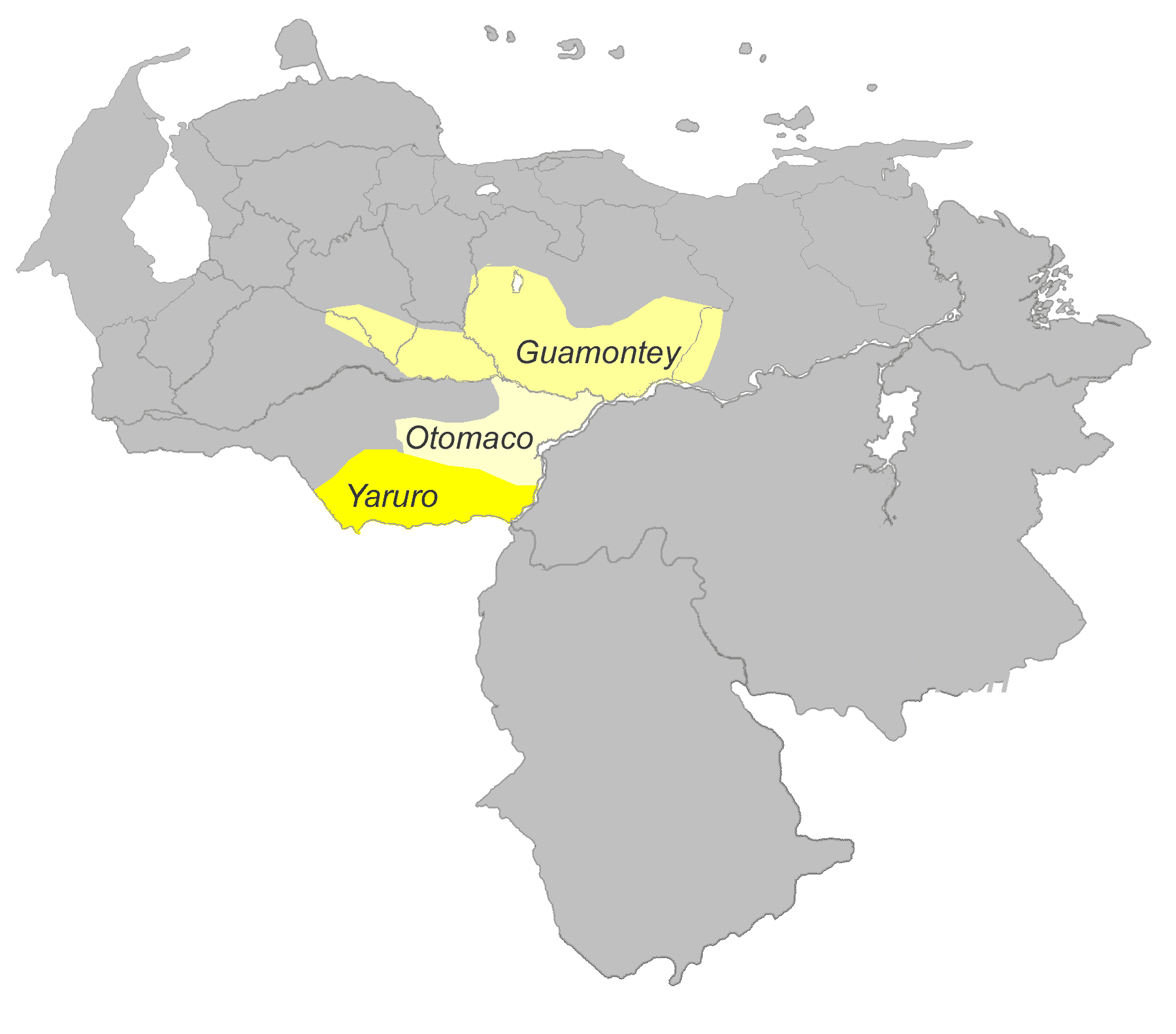
Ein paar isolierte Sprachen: Yaruro, Guamo und Otomaco. Zurzeit wird nur noch Yaruro gesprochen.

Die Otomaken (bzw. Otomacos) waren eine Ethnie in Venezuela, die in der ersten Hälfte des 20. Jahrhunderts ausstarb.
Alexander von Humboldt besuchte sie und dokumentierte ihre Sitten. Die Otomaken lebten in den Llanos, vorwiegend in der Region nördlich des Orinocos.
Sie lebten vorwiegend als Jäger und Sammler. Humboldt sagte, sie berauschten sich besonders häufig.
Humboldt beschrieb auch ausgiebig, wie dieses Volk Erde aß.
Wir besuchten die Mission Uruana auf der Rückkehr vom Río Negro und sahen daselbst mit eigenen Augen die Erdmassen, welche die Otomaken essen und ueber die in Europa so viel gestritten worden ist.
Die Otomaken verwenden Annattostrauch, um sich zu schminken.